# Elias Fries
Elias Magnus Fries (ur. 15 sierpnia 1794 we Fremsjö, zm. 8 lutego 1878 w Uppsali) – szwedzki botanik i mykolog.

## Życiorys
Urodził się w południowej Szwecji, w rejonie bogatym w grzyby. Ten fakt, jak również edukacja przyrodnicza, jaką otrzymał od ojca – pastora w miejscowym kościele, wpłynęły na rozwój jego zainteresowań mykologią. W 1814 r. ukończył studia przyrodnicze na Uniwersytecie w Lund. Po ukończeniu studiów pozostał na uczelni uzyskując kolejne stopnie naukowe. W 1824 został profesorem nadzwyczajnym na tej uczelni, a w 1834 profesorem nadzwyczajnym ekonomii stosowanej na Uniwersytecie w Uppsali. Pracował naukowo aż do śmierci.
Pełnił wiele funkcji. Był dyrektorem Ogrodu Botanicznego Uniwersytetu w Uppsali, członkiem Królewskiej Szwedzkiej Akademii Nauk, członkiem zagranicznym Royal Society of London i członkiem Towarzystwa Linneuszowskiego w Londynie.

## Praca naukowa
W latach 1831–1832 napisał trzytomowe dzieło Systema mycologicum, w którym sklasyfikował grzyby według ich cech morfologicznych; budowy zarodników, ich powierzchni i barwy, oraz szczegółów budowy owocnika (kolor i struktura powierzchni kapelusza, rodzaj hymenoforu, budowa blaszek, kolców, trzonu, pierścienia itp.). Była to pionierska praca, w której stworzył podwaliny taksonomii grzybów. Oprócz tej pracy jest autorem także innych publikacji o grzybach, porostach i roślinach kwiatowych.
Opracowana przez Friesa klasyfikacja grzybów była klasyfikacją sztuczną, opartą na podobieństwie budowy, nie uwzględniająca pokrewieństwa. Od jego czasów w klasyfikacji grzybów zmieniło się bardzo wiele, Fries jednak pozostaje znany jako pionier klasyfikacji.
Opisał wiele nowych gatunków grzybów. W naukowych nazwach utworzonych przez niego taksonów dodawany jest skrót jego nazwiska Fr.